# Grande Prêmio da Bélgica de 1985
Resultados do Grande Prêmio da Bélgica de Fórmula 1 realizado em Spa-Francorchamps em 15 de setembro de 1985. Décima terceira etapa do campeonato, foi vencido pelo brasileiro Ayrton Senna, da Lotus-Renault, com Nigel Mansell em segundo pela Williams-Honda e Alain Prost em terceiro pela McLaren-TAG/Porsche.

## Calendário em debate
Durante fim de semana o presidente da FISA, Jean-Marie Balestre, ouviu pilotos e dirigentes de equipes sobre o eventual cancelamento do Grande Prêmio da África do Sul marcado para 19 de outubro em Kyalami, decisão a ser debatida também com o presidente da FIA, Paul Metternich. Por outro lado o presidente da FOCA, Bernie Ecclestone, e o secretário do Automóvel Clube da Hungria, Tibor Balogh, firmaram contrato para a realização do Grande Prêmio da Hungria a contar de 1986, primeiro a verificar-se num país da Cortina de Ferro.

## Classificação

### Treino de 31 de maio
| Pos.    | N.º | Piloto             | Construtor             | Tempo    |
| ------- | --- | ------------------ | ---------------------- | -------- |
| 1       | 27  | Michele Alboreto   | Ferrari                | 1:56.046 |
| 2       | 11  | Elio de Angelis    | Lotus-Renault          | 1:56.273 |
| 3       | 12  | Ayrton Senna       | Lotus-Renault          | 1:56.473 |
| 4       | 15  | Patrick Tambay     | Renault                | 1:56.586 |
| 5       | 28  | Stefan Johansson   | Ferrari                | 1:57.506 |
| 6       | 6   | Keke Rosberg       | Williams-Honda         | 1:57.705 |
| 7       | 7   | Nelson Piquet      | Brabham-BMW            | 1:58.122 |
| 8       | 25  | Andrea de Cesaris  | Ligier-Renault         | 1:58.302 |
| 9       | 17  | Gerhard Berger     | Arrows-BMW             | 1:58.343 |
| 10      | 1   | Niki Lauda         | McLaren-TAG/Porsche    | 1:58.374 |
| 11      | 5   | Nigel Mansell      | Williams-Honda         | 1:58.658 |
| 12      | 18  | Thierry Boutsen    | Arrows-BMW             | 1:58.874 |
| 13      | 16  | Derek Warwick      | Renault                | 1:59.129 |
| 14      | 19  | Teo Fabi           | Toleman-Hart           | 2:00.592 |
| 15      | 26  | Jacques Laffite    | Ligier-Renault         | 2:00.729 |
| 16      | 23  | Eddie Cheever      | Alfa Romeo             | 2:00.782 |
| 17      | 22  | Riccardo Patrese   | Alfa Romeo             | 2:01.396 |
| 18      | 8   | Marc Surer         | Brabham-BMW            | 2:01.555 |
| 19      | 30  | Jonathan Palmer    | Zakspeed               | 2:04.990 |
| 20      | 4   | Stefan Bellof      | Tyrrell-Renault        | 2:05.070 |
| 21      | 24  | Piercarlo Ghinzani | Osella-Alfa Romeo      | 2:05.088 |
| 22      | 3   | Martin Brundle     | Tyrrell-Renault        | 2:05.782 |
| 23      | 9   | Manfred Winkelhock | RAM-Hart               | 2:06.771 |
| 24      | 29  | Pierluigi Martini  | Minardi-Motori Moderni | 2:12.279 |
|         | 2   | Alain Prost        | McLaren-TAG/Porsche    | s/ tempo |
|         | 10  | Philippe Alliot    | RAM-Hart               | s/ tempo |
| Fontes: |     |                    |                        |          |

### Treinos oficiais
| Pos.    | N.º | Piloto             | Construtor             | Q1       | Q2       | Grid     |
| ------- | --- | ------------------ | ---------------------- | -------- | -------- | -------- |
| 1       | 2   | Alain Prost        | McLaren-TAG/Porsche    | 1:56.563 | 1:55.306 | —        |
| 2       | 12  | Ayrton Senna       | Lotus-Renault          | 2:00.710 | 1:55.403 | + 0.097  |
| 3       | 7   | Nelson Piquet      | Brabham-BMW            | 1:56.643 | 1:55.648 | + 0.342  |
| 4       | 27  | Michele Alboreto   | Ferrari                | 1:56.999 | 1:56.021 | + 0.715  |
| 5       | 28  | Stefan Johansson   | Ferrari                | 1:56.585 | 1:56.746 | + 1.279  |
| 6       | 18  | Thierry Boutsen    | Arrows-BMW             | 1:59.046 | 1:56.697 | + 1.391  |
| 7       | 5   | Nigel Mansell      | Williams-Honda         | 1:56.727 | 1:56.996 | + 1.421  |
| 8       | 17  | Gerhard Berger     | Arrows-BMW             | 1:56.770 | —        | + 1.464  |
| 9       | 11  | Elio de Angelis    | Lotus-Renault          | 1:58.852 | 1:57.322 | + 2.016  |
| 10      | 6   | Keke Rosberg       | Williams-Honda         | 1:57.582 | 1:57.465 | + 2.159  |
| 11      | 19  | Teo Fabi           | Toleman-Hart           | 1:57.588 | 1:57.857 | + 2.282  |
| 12      | 8   | Marc Surer         | Brabham-BMW            | 2:00.154 | 1:57.729 | + 2.423  |
| 13      | 15  | Patrick Tambay     | Renault                | 1:58.105 | 1:59.335 | + 2.799  |
| 14      | 16  | Derek Warwick      | Renault                | 1:59.761 | 1:58.407 | + 3.101  |
| 15      | 22  | Riccardo Patrese   | Alfa Romeo             | 1:59.703 | 1:58.414 | + 3.108  |
| 16      | 20  | Piercarlo Ghinzani | Toleman-Hart           | 1:58.820 | 1:58.706 | + 3.400  |
| 17      | 26  | Jacques Laffite    | Ligier-Renault         | 2:01.745 | 1:58.933 | + 3.627  |
| 18      | 25  | Philippe Streiff   | Ligier-Renault         | 2:00.599 | 1:59.245 | + 3.939  |
| 19      | 23  | Eddie Cheever      | Alfa Romeo             | 2:00.861 | 1:59.370 | + 4.064  |
| 20      | 9   | Philippe Alliot    | RAM-Hart               | 1:59.626 | 1:59.755 | + 4.320  |
| 21      | 3   | Martin Brundle     | Tyrrell-Renault        | 2:00.950 | 2:01.364 | + 5.644  |
| 22      | 30  | Christian Danner   | Zakspeed               | 2:05.059 | 2:07.046 | + 9.753  |
| 23      | 24  | Huub Rothengatter  | Osella-Alfa Romeo      | 2:06.083 | 2:05.776 | + 10.470 |
| 24      | 29  | Pierluigi Martini  | Minardi-Motori Moderni | 2:06.007 | 2:06.606 | + 10.701 |
| Fontes: |     |                    |                        |          |          |          |

### Corrida
| Pos.    | Nº | Piloto             | Construtor             | Voltas                      | Tempo/Diferença             | Grid                        | Pontos                      |
| ------- | -- | ------------------ | ---------------------- | --------------------------- | --------------------------- | --------------------------- | --------------------------- |
| 1       | 12 | Ayrton Senna       | Lotus-Renault          | 43                          | 1:34:19.893                 | 2                           | 9                           |
| 2       | 5  | Nigel Mansell      | Williams-Honda         | 43                          | + 28.422                    | 7                           | 6                           |
| 3       | 2  | Alain Prost        | McLaren-TAG/Porsche    | 43                          | + 55.109                    | 1                           | 4                           |
| 4       | 6  | Keke Rosberg       | Williams-Honda         | 43                          | + 1:15.290                  | 10                          | 3                           |
| 5       | 7  | Nelson Piquet      | Brabham-BMW            | 42                          | + 1 volta                   | 3                           | 2                           |
| 6       | 16 | Derek Warwick      | Renault                | 42                          | + 1 volta                   | 14                          | 1                           |
| 7       | 17 | Gerhard Berger     | Arrows-BMW             | 42                          | + 1 volta                   | 8                           |                             |
| 8       | 8  | Marc Surer         | Brabham-BMW            | 42                          | + 1 volta                   | 12                          |                             |
| 9       | 25 | Philippe Streiff   | Ligier-Renault         | 42                          | + 1 volta                   | 18                          |                             |
| 10      | 18 | Thierry Boutsen    | Arrows-BMW             | 40                          | + 3 voltas                  | 9                           |                             |
| 11      | 26 | Jacques Laffite    | Ligier-Renault         | 38                          | Acidente                    | 17                          |                             |
| 12      | 29 | Pierluigi Martini  | Minardi-Motori Moderni | 38                          | + 5 voltas                  | 24                          |                             |
| 13      | 3  | Martin Brundle     | Tyrrell-Renault        | 38                          | + 5 voltas                  | 21                          |                             |
| NC      | 24 | Huub Rothengatter  | Osella-Alfa Romeo      | 37                          | Não classificado            | 23                          |                             |
| Ret     | 22 | Riccardo Patrese   | Alfa Romeo             | 31                          | Motor                       | 15                          |                             |
| Ret     | 23 | Eddie Cheever      | Alfa Romeo             | 26                          | Câmbio                      | 19                          |                             |
| Ret     | 15 | Patrick Tambay     | Renault                | 24                          | Câmbio                      | 13                          |                             |
| Ret     | 19 | Teo Fabi           | Toleman-Hart           | 23                          | Acelerador                  | 11                          |                             |
| Ret     | 11 | Elio de Angelis    | Lotus-Renault          | 17                          | Turbo                       | 9                           |                             |
| Ret     | 30 | Christian Danner   | Zakspeed               | 16                          | Câmbio                      | 22                          |                             |
| Ret     | 9  | Philippe Alliot    | RAM-Hart               | 10                          | Acidente                    | 20                          |                             |
| Ret     | 28 | Stefan Johansson   | Ferrari                | 7                           | Rodou                       | 5                           |                             |
| Ret     | 20 | Piercarlo Ghinzani | Toleman-Hart           | 7                           | Acidente                    | 16                          |                             |
| Ret     | 27 | Michele Alboreto   | Ferrari                | 3                           | Embreagem                   | 4                           |                             |
| DNS     | 1  | Niki Lauda         | McLaren-TAG/Porsche    | Acidente nos treinos livres | Acidente nos treinos livres | Acidente nos treinos livres | Acidente nos treinos livres |
| Fontes: |    |                    |                        |                             |                             |                             |                             |

## Tabela do campeonato após a corrida
| Pos.    | Piloto           | Pontos |
| ------- | ---------------- | ------ |
| 1       | Alain Prost      | 69     |
| 2       | Michele Alboreto | 53     |
| 3       | Ayrton Senna     | 32     |
| 4       | Elio de Angelis  | 31     |
| 5       | Keke Rosberg     | 21     |
| Fontes: |                  |        |

| Pos.    | Construtor          | Pontos |
| ------- | ------------------- | ------ |
| 1       | McLaren-TAG/Porsche | 83     |
| 2       | Ferrari             | 77     |
| 3       | Lotus-Renault       | 63     |
| 4       | Williams-Honda      | 34     |
| 5       | Brabham-BMW         | 26     |
| Fontes: |                     |        |

- Nota: Somente as primeiras cinco posições estão listadas. Entre 1981 e 1990 cada piloto podia computar onze resultados válidos por temporada não havendo descartes no mundial de construtores.